# Georges Cuvier
Baron Georges Léopold Chrétien Frédéric Dagobert Cuvier (født 23. august 1769 i Montbéliard, Frankrig, død 13. maj 1832 i Paris) var en fransk zoolog og palæontolog. Han var en af grundlæggerne af den sammenlignende anatomi og har igennem det forbedret systematikken i Carl von Linnés system.

## Liv og gerning
Hans interesse for naturvidenskaberne, specielt for zoologien, viste sig allerede i skoletiden, og da han 1784 havde opnået en plads på Karls-Akademiet i Stuttgart, kastede han sig med iver over sit yndlingsstudium. I en alder af 20 år tog han derpå, af økonomiske grunde, ansættelse som huslærer hos grev d’Héricy på slottet Fiquainville i Normandiet, og da hans ny opholdssted lå i nærheden af kysten, fik han udmærket lejlighed til at studere fiskene og de lavere havdyr og samtidig at sammenligne disse sidste med de sammesteds ret hyppigt forekommende forsteninger, fx terebratler. Han blev her kendt med Abbe Tessier, på hvis anbefaling han 1795 kaldtes til Paris. I 1799 blev han Daubentons efterfølger som lærer ved Collège de France og endelig 1802, ved Mertruds død, professor i anatomi ved Jardin des Plantes, hvor han grundlagde det naturhistoriske museum, der siden var et af de største i Europa. Under Napoleon, der havde lagt mærke til hans store administrative talent, benyttedes han atter og atter som tillidsmand, når det gjaldt organiseringen af det højere skolevæsen eller oprettelse af videnskabelige akademier og institutioner, ja, en enkelt gang, rigtignok uden udbytte, endog i en politisk mission. Også under de følgende, skiftende politiske forhold stod han stadig i høj gunst og blev genstand for mange hædersbevisninger: 1818 blev han således medlem af akademiet, i 1819 fik han titel af baron, i 1831 udnævntes han til pair af Frankrig og, kort før døden overraskede ham, var han endog udset til at være statsrådets præsident.
Samtidig med, at hans tid således i ikke ringe grad beslaglagdes ved hans deltagelse i det offentlige liv, fortsatte han imidlertid utrætteligt de allerede i ungdommen påbegyndte zoologiske og anatomiske studier og udgav i årenes løb den imponerende række skrifter, som til alle tider vil sikre ham en fremtrædende plads blandt zoologiens stormænd. Som hans hovedværker kan her nævnes: Leçons d’anatomie comparée (1800-05); Mémoires pour servir à l’histoire et l’anatomie des Mollusques (1817); Le regne animal (1817), et meget betydningsfuldt, oftere overset arbejde, i hvilket der gives en oversigt over hele dyreriget; det blev, efter hans død, af en større kreds af hans elever, udgivet i en pragtfuld udgave med talrige tavler; Recherches sur les ossemens fossiles (1812-13), en, på anatomisk grundlag hvilende undersøgelse af de fossile knogler, som her nøje sammenlignes med de nulevende dyrs; Histoire naturelle des poissons, et værk, han påbegyndte sammen med Valenciennes, der efter Cuviers død førte det til ende; endelig et par for videnskabens historie vigtige værker: Éloges historiques (1819-27), en stor samling biografier af fremragende naturforskere, og den først efter hans død udgivne: Histoire des sciences naturelles (1841-45). Når Cuvier gennem disse skrifter står som grundlæggeren af den moderne zoologi, beror dette ikke blot på hans fremragende dygtighed som anatom og de talrige ny kendsgerninger, som er fremkomne ved hans undersøgelser, men måske i nok så høj grad på hans geniale syn på den sammenlignende anatomi og på zoologien i det hele taget. Hele dyreriget kan, efter hans opfattelse, deles i 4 hovedgrupper: hvirveldyr, bløddyr, leddyr og stråledyr, som hver karakteriseres ved sin ejendommelige, anatomiske grundplan. Inden for disse grupper viser alle kendte underafdelinger sig kun at være modifikationer, fremkomne ved stærkere udformning eller ved hæmning af typens karakteristiske bygningsdele. Sådanne variationer foregår imidlertid kun efter ganske bestemte regler: organismen er som et sluttet hele, i hvilket enkelte dele ikke kan omdannes, uden at samtidig det øvrige også påvirkes; der består med andre ord en tydelig korrelation mellem de enkelte dele. Samtidig betones det, at de betydningsfuldeste dele er mindst tilbøjelige til at forandre sig, og at i det hele taget de anatomiske karakterer er af højst ulige betydning for den zoologiske systematik; i så henseende må de forskellige karakterer underordnes hinanden. De 4 typer står for Cuvier som noget engang givet, og han stiller sig i skarp modsætning til dem, der, ganske vist mest ad spekulationens vej, var blevet ledet til at tvivle om typernes konstans.
Eftertiden har selvfølgelig haft adskilligt at ændre ved Cuviers opfattelse af dyreriget: antallet af grundtyper har måttet forøges, og frem for alt blev læren om de indbyrdes skarpt sondrede typer efter descendenslærens sejrrige gennembrud anset for at være rokket i sin grundvold.

## Forfatterskab
- Cuvier (Georges), Mémoire sur la structure externe et interne et sur les affinités des animaux auxquels on a donné le nom de ver, 1795 (i: Decades philosophiques, litteraires et politiques, häfte 5, s 385-396)
- Cuvier (Georges), Tableau élémentaire de l'histoire naturelle des animaux, Paris 1798
- Cuvier (Georges), Leçons d'anatomie comparée, 5 band, Paris 1798-1805
- Cuvier (Georges), Recherches sur les ossements fossiles de quadrupèdes. Discours préliminaire, Paris 1812
- Cuvier (Georges), Le règne animal; distribué d'après son organisation; pour servir de base à l'histoire naturelle des animaux et d'introduction à l'anatomie comparée, 4 band, Paris 1817
- Cuvier (Georges), Recherches sur les ossemens fossiles ou l'on rétablit les caractères de plusieurs animaux dont les révolutions du globe ont détruit les espèces. Dufour et d'Ocagne, Paris 1821
- Cuvier (Georges), Discours sur les Révolutions de la surface du Globe, et sur les changemens qu'elles ont produits dans le règne animal. Dufour et d'Ocagne, Paris 1825